# Kanonenkran

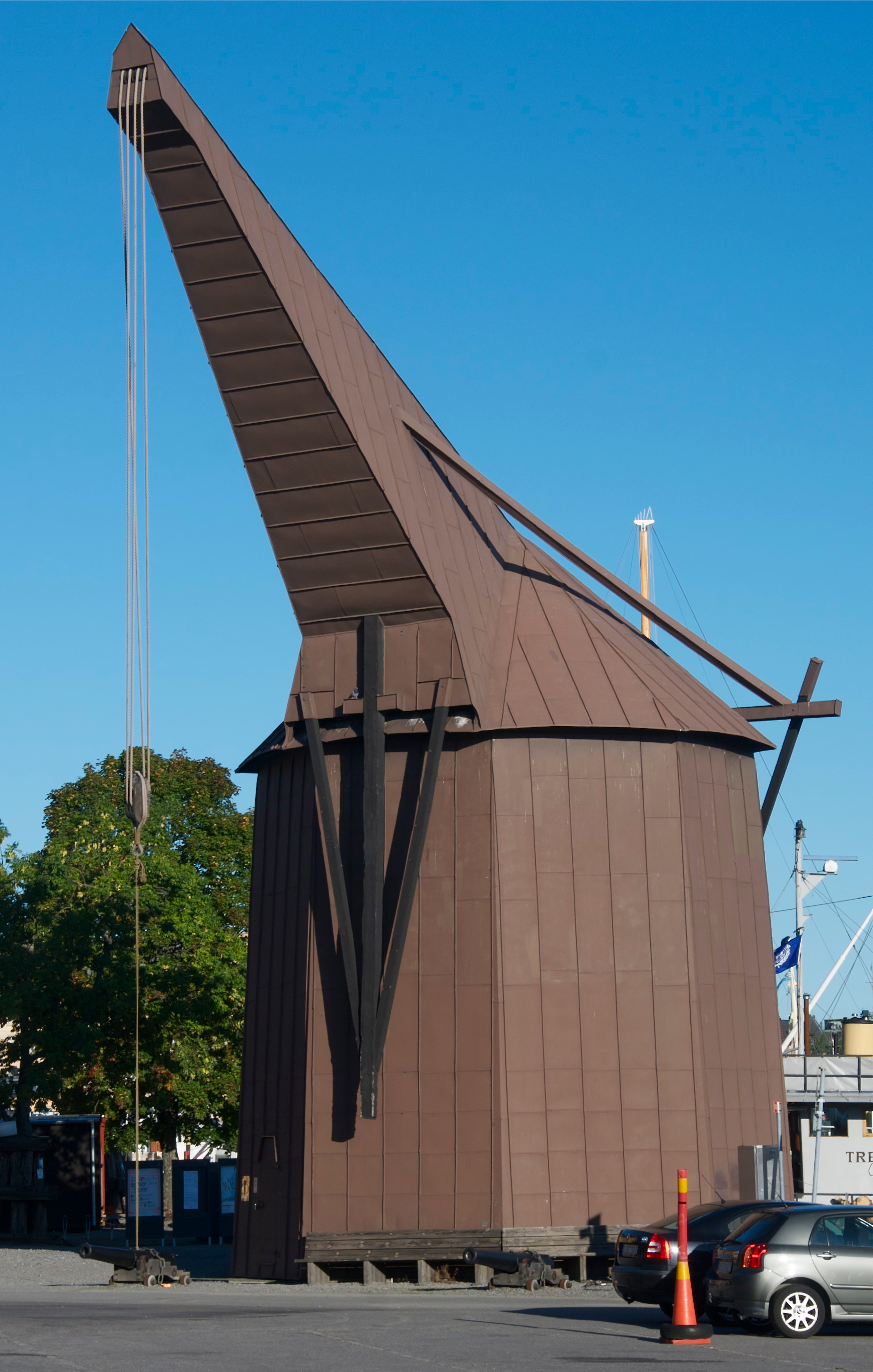
Der Kanonenkran 2011

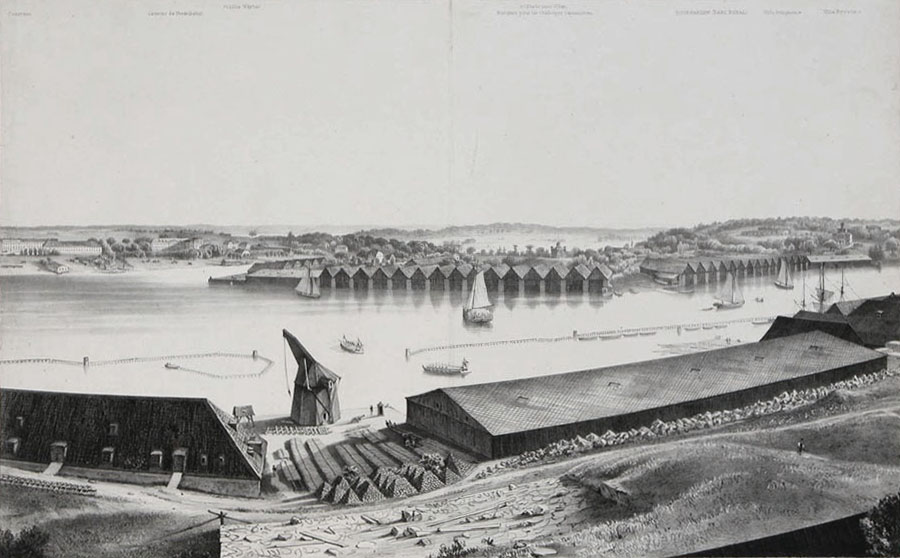
Galeerenwerft (gälarvarv) auf Skeppsholmen mit Kanonenkran. Lithografie von Carl Johan Billmark 1850

Der Kanonenkran (schwedisch: Styckekranen) in Stockholm auf der Ostseite (Östra Brobänken (östliches Brückenufer)) der Insel Skeppsholmen ist ein hölzerner Hafentretkran aus dem 18. Jahrhundert. Er ist auch heute noch funktionsfähig und der einzige erhaltene seiner Art.
Bereits 1647 gab es an dieser Stelle einen Tretkran zum Heraushieven oder Absenken von Geschützen auf Kriegsschiffe nach Verlegung der Flotte in die Galeerenwerft (schwedisch: gälarvarv) auf Skeppsholmen. Dieser ursprüngliche Kran war hundert Jahre bis 1749 in Betrieb und musste wegen erheblicher Mängel abgerissen werden. 1751 wurde er durch den heutigen Kanonenkran ersetzt. Ein baugleicher Tretkran stand seit 1628 in Skeppsgården (heute Blasieholmen) u. a. zur Bewaffnung der Vasa. Der Kanonenkran besteht aus einem achtseitigen konischen Holzbau ohne gemauerten Steinsockel auf tief in den Boden eingelassenen Holzträgern mit komplett drehbarem achtseitigem Dach und Ausleger, keine drehbare Dachspitze wie bei den Tretradkränen in Deutschland. Das ganze Kranhaus (Höhe: 7,70 m bis zur Dachkante) samt Dach und Ausleger sind mit Blech verkleidet. Die Hubkraft wurde von bis zu 20 Kranläufern in den zwei über 4 m hohen Treträdern erbracht. Die große Anzahl der Windenfahrer hatte neben dem Ladungsgewicht etwas mit der hohen Genauigkeit des Kanonensetzens zu tun, wobei die Last sehr langsam mit Pausen eingesenkt wurde. Zwei Hanftaue laufen von den beiden auf der Tretradachse sitzenden Seiltrommeln mit seitlichem Flansch über zwei Seilscheiben im Auslegerende durch eine von der Segelschifftakelung her bekannte Jungfer anstelle eines Hakens, in deren Keep (umlaufende Rille) das Endseil zum Anschlagen der Last läuft. Die Tauenden laufen über zwei weitere Seilscheiben in den Ausleger zurück, wo sie angeschlagen sind. Diese Art der Seilaufnahme ist sehr selten bei Tretradkränen, bei denen gewöhnlich der (gerundete) mittlere Tretradachsenabschnitt auch als Seilwinde fungiert, hier durch zwei an der Kransäule befestigte Stahlstützbänder läuft. Ein Drehwerk ähnlich einer Holländerwindmühle stand zum Drehen des Krandaches zur Verfügung, wie die beidseitig am Dachstuhl angebrachten Spreetbalken mit mittlerem Steert zeigen (daher die seltenere Bezeichnung Styckekvarnen – die Kanonenmühle). Zwei Türen zur See- und Landseite gewähren Zutritt.
Im Laufe seiner Geschichte wurde der Kran vor allem nach Verlegen des Kriegshafens im späten 18. Jahrhundert zuweilen gegen Entgelt an Privatpersonen, Schiffskapitäne und Handelshäuser vermietet, was der Schwedischen Marine zum Erhalt ihrer Schiffe zugutekam. 1935 stellte der Kran nach 184-jähriger Tätigkeit den Betrieb ein und wurde staatlich geschütztes Denkmal. 1967 erhielt er eine neue Blechabdeckung und wurde zeitweise als Räumlichkeit an verschiedene Organisationen vermietet. 1978 beschädigte ein durch Unachtsamkeit entstandener Brand den Kran. Die Feuerwehr von Östermalm versuchte, den Brand zu löschen, aber das Feuer hatte doch bedeutsame Teile des Krans zerstört wie eines der Treträder. Er konnte jedoch wieder instand gesetzt werden, das Tretrad wurde nach alten Vorgaben neu angefertigt. Nun erhielt der Kanonenkran erst die Kennzeichnung als Denkmal, verfiel aber in den folgenden Jahrzehnten zusehends. Eine Kommission wurde einberufen und Geld aufgebracht, dass eine umfassende Instandsetzung erfolgen konnte, bei der auch beide Treträder und weitere Bauteile ersetzt wurden. Seit September 2003 ist der damals 252 Jahre alte Kanonenkran nun wieder völlig betriebsbereit in altem Glanz und kann besichtigt werden. Zwei kleinere Geschütze vor dem Kran weisen auf seine ehemalige Tätigkeit hin.